# Фрешетт, Сильвия
Сильвия Фрешетт (фр. Sylvie Fréchette; род. 27 июня 1967, Монреаль, Квебек) — канадская синхронистка, чемпионка летних Олимпийских игр 1992 года, двукратная чемпионка мира и Игр Содружества.

## Биография
Сильвия Фрешетт родилась в 1967 году в Квебеке. Она выступала в синхронном плавании за клуб Aquatic Club of Montreal. Её тренером была Жюли Сове. В 1986 году на Играх Содружества в Эдинбурге и чемпионате мира по водным видам спорта 1986 года в Мадриде Фрешетт победила в индивидуальном зачёте и в команде соответственно. Она вновь победила в индивидуальном зачёте на чемпионате мира 1991 года.
Фрешетт была помолвлена со своим менеджером Сильваном Лейком, однако в 1992 году он покончил с собой за неделю до летних Олимпийских игр.
На летних Олимпийских играх 1992 года в Барселоне основной соперницей Фрешетт была американка Кристен Бабб-Спраг. Одна из судей по ошибке поставила Фрешетт более низкий балл, нажав на другую клавишу, в результате чего Бабб-Спраг была объявлена победительницей. После нескольких апелляций со стороны Олимпийского комитета Канады Фрешетт вручили золотую медаль, однако Бабб-Спраг также позволили сохранить её медаль.
На летних Олимпийских играх 1996 года в Атланте соревнования в синхронном плавании проводились только среди команд. Канадки заняли второе место. После этого Фрешетт завершила спортивную карьеру.
Всего Фрешетт за свою карьеру завоевала 45 золотых медалей на различных соревнованиях. Она была включена в Зал Славы мирового плавания. В 1994 году она была награждена Олимпийским орденом Канады. В 1999 году Фрешетт была включена в Зал спортивной славы Канады.
В 1993 году Фрешетт финансировала программу стипендий Банка Канады, в рамках которой выделяется $75,000 в год юным спортсменам из Канады. В 2006 году Фрешетт стала амбассадором объединения Оксфам. Она также была телеведущей. Фрешетт баллотировалась от Консервативной партии Канады на парламентских выборах в Канаде 2019 года как представитель одного из районов Квебека. Она заняла третье место.